# Чайні перегони

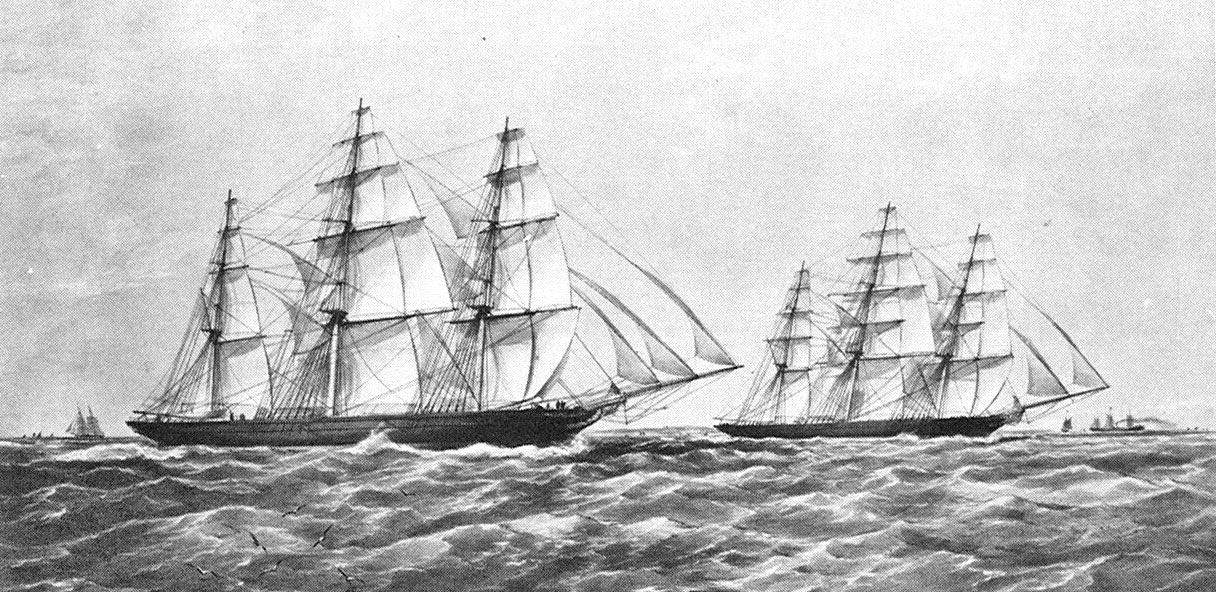
Кліпери «Тайпін» та «Аріель» під час перегонів

Чайні перегони — перегони кліперів з вантажем чаю по торговому шляху з Китаю у Англію в середині ХІХ-го століття.

## Історія
Чайні перегони виникли в часи розквіту торгівлі Великої Британії з Китаєм та Індією. Основним коштовним товаром на цей час був чай та прянощі. При їх перевезенні на вітрильних суднах, що перебували у плаванні з Китаю до Англії до 12 місяців, вантаж часто псувався від вологи та запахів трюму. Для зменшення терміну плавання були розроблені відносно легкі вітрильники, які могли нести вітрила значної площі, висока ціна чаю з перших прибулих суден призвела до виникнення між ними перегонів. Кращі судна здійснювали перехід менше ніж за три місяці плавання а їх конструкції стали справжніми витворами інженерії і технічного мистецтва.
Найяскравіші з перегонів відбулись в 1866. Між 26 і 28 травня 1866 з рейду міста Фучжоу (Китай) стартували 16 кліперів. 5 вересня, кліпери «Тайпін» і Аріель з різницею в 10 хвилин в гирлі Темзи першими прийняли на борт лоцманів, завершивши перегони. «Аріель» поступився «Тайпіну», хоча і прийшов першим, оскільки «Тайпін» стартував на 20 хвилин пізніше. Власники «Тайпіна», отримавши премію, розділили її з власниками «Аріеля», капітан «Тайпіна» розділив свою премію з капітаном «Аріеля».